# Villanueva (Misamis Oriental)
Villanueva ist eine philippinische Stadtgemeinde in der Provinz Misamis Oriental. Sie hat 39.378 Einwohner (Zensus 1. August 2015).

## Baranggays
Villanueva ist politisch in neun Baranggays unterteilt.
- Balacanas
- Dayawan
- Katipunan
- Kimaya
- Poblacion
- San Martin
- Tambobong
- Imelda
- Looc